# Những lão già ăn cướp
Những lão già ăn cướp (tiếng Nga: Старики-разбойники) là một bộ phim phiêu lưu - hài hước của đạo diễn Eldar Ryazanov, ra mắt năm 1971.

## Diễn viên
- Yury Yakovlev... Người dẫn chuyện
- Yury Nikulin... Myachikov
- Yevgeny Yevstigneyev... Vorobyov
- Olga Aroseva... Anna Pavlovna
- Georgy Burkov... Fedyaev
- Andrey Mironov... Proskudin
- Valentina Vladimirova...Masha (vợ Vorobyov)
- Yury Belov... Petya
- Valentina Talyzina... Thư ký của Fedyaev
- Roman Filippov... Kẻ cướp
- Nina Agapova... Người trông coi bảo tàng
- Irina Murzayeva — Người trông coi bảo tàng
- Lev Durov... Tài xế
- Boris Runge... Chủ hiệu giày
- Gotlib Roninson... Bác sĩ
- Yury Smirnov... Thợ sửa ống khóa
- Georgy Kulikov... Đồng nghiệp của Vorobyov
- Viktor Baykov... Đồng nghiệp của Vorobyov
- Yevgeny Perov... Đồng nghiệp của Vorobyov
- Natalia Sayko... Đồng nghiệp của Vorobyov
- Boris Vladimirov... Đồng nghiệp của Vorobyov
- Aleksandr Shirvindt... Phát ngôn viên của Bộ trưởng
- Eldar Ryazanov... Người qua đường

## Ê-kíp
- Thiết kế sản xuất: Mikhail Bogdanov
- Phục trang: Mariam Bykhovskaya
- Âm thanh: Valery Popov